# Selos e história postal de Ubangui-Chari
Ubangui-Chari foi uma colónia francesa na África central que, mais tarde, obteve a independência sob o nome de República Centro-Africana, a 13 de agosto de 1960.

## História postal (1915-1936)

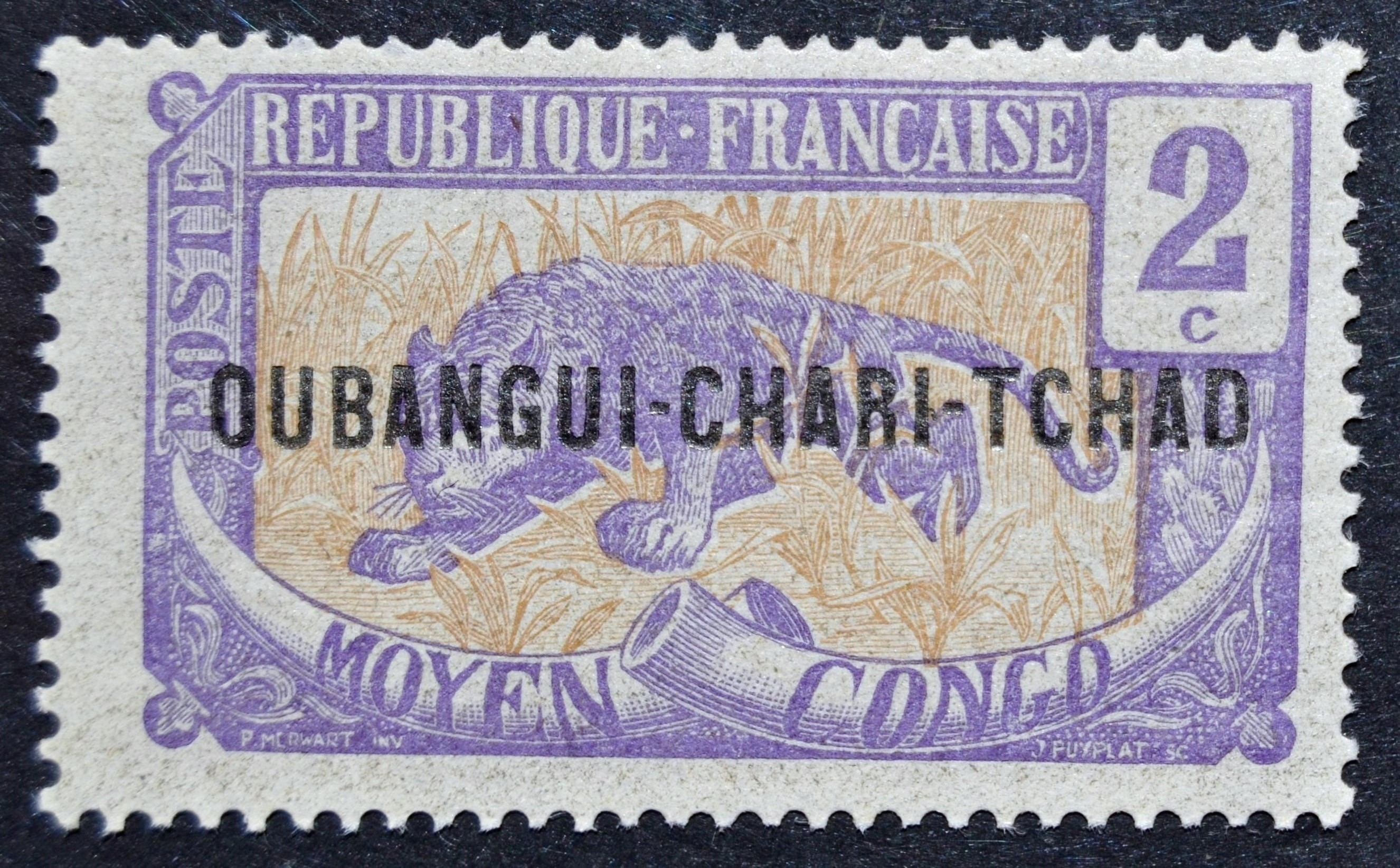
Selo de 2c de 1915

Foi só a partir de 1903 que o território situado entre o Sudão e o Congo Belga, batizado Ubangui-Chari, começou a ser colonizado pelos franceses. Em 1906 foi fundido com o Chade e, quatro anos depois, foi um dos quatro territórios (juntamente com o Chade, o Gabão e o Médio Congo) que constituíram a federação da África Equatorial Francesa. Os primeiros selos emitidos para o território de Ubangui-Chari eram selos do Médio Congo com a sobrecarga "Oubangui-Chari-Tchad".
Em 1922 passou a constar apenas a designação "Oubangui-Chari" sobre os selos do Médio Congo, após a sua separação do Chade, que havia acontecido em 1920. Os mesmos selos passaram também a conter a menção "África Equatorial Francesa" a partir de 1924.

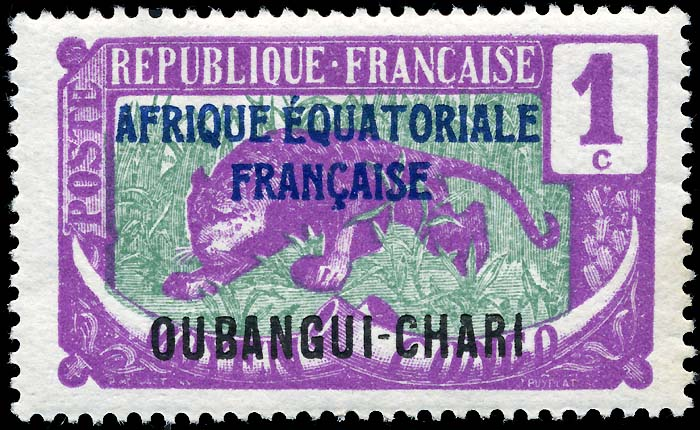
Selo de 1c de 1924

Só em 1931 foi emitida a primeira série de selos feita propositadamente para Ubangui-Chari e que era alusiva à Exposição Colonial Internacional de Paris. Essa seria, aliás, a última feita para o território, visto que a partir de 1936 seriam utlizados os selos uniformizados para toda a África Equatorial Francesa.